# Alettore (re di Argo)
Alettore (in greco antico: Ἀλέκτωρ?) è un personaggio della mitologia greca. Fu un Re di Argo. 

## Genealogia
Figlio di Anassagora e padre di Ifi. Tutti e tre furono re di Argo.

## Mitologia
Polinice, volendo combattere contro Anfiarao, suo mortale nemico, chiese consiglio ad Ifi che gli rispose che avrebbe dovuto consegnare ad Erifile, (la moglie di Anfiarao e sorella del re Adrasto), la collana dell'eterna giovinezza ricevuta in dono da Armonia.
Un'altra sua figlia sposò Megapente.

### Fonti
- Diodoro Siculo,  Libro IV 65,5
- Pseudo-Apollodoro, Libro III -  6
- Pausania, Perigesi della Grecia, Libro V 17,7